# آلية اتصال غير متزامن
إن دور آلية الاتصال غير المتزامن (ACM) هو مزامنة نقل البيانات في نظام ما، وذلك فيما بين عمليتي الكتابة والقراءة التي تتم في الوقت نفسه.

وتختلف آلية الاتصال غير المتزامن التي تؤدي هذه المهمة بشكل كبير وذلك وفقًا للحالة التي تستخدم فيها هذه الآلية.
التصور المحتمل هو أن البيانات التي يخرجها الكاتب تكون بمعدل أعلى مما يمكن للقارئ معالجته. وبدون آلية اتصال متزامن يمكن أن يحدث أحد احتمالين:
إذا كان النظام يشتمل على مخزن مؤقت بين العمليات (مثل قشرة توجيه الإخراج في نظام *nix "شبيه يونكس")، فمن ثم سوف تتراكم البيانات وتتم معالجتها وفقًا لأقصى معدل للقارئ. توجد بعض الظروف التي تكون فيها هذه الخاصية مرغوبًا بها (على سبيل المثال توجيه إخراج ملف عبر قشرة آمنة). في الحالة التي تكون فيها جميع البيانات ذات أهمية، ولا تحتاج مخرجات القارئ أن تتزامن مع المدخلات.
وإذا كانت هناك ضرورة لمزامنة مدخلات الكاتب مع مخرجات القارئ، فعندئذ يأتي دور آلية الاتصال غير المتزامن لكي تتفاعل مع النظامين، واتخاذ قرارات فعالة لمعالجة كل حزمة من حزم المعلومات. على سبيل المثال إذا لزم استخدام أقصى مزامنة، ستتم تهيئة آلية الاتصال غير المتزامن لكي تعمل على إغفال بعض الحزم، وإخراج الحزم الأحدث وفقًا للسرعة القصوى للقارئ.
وبدلاً من ذلك، في حالة عدم وجود مخزن مؤقت، قد يتم فقدان بعض هذه البيانات. وإذا كان ذلك لا يعد أمرًا مرغوبًا فيه، فيمكن أن تقدم آلية الاتصال غير المتزامن هذا المخزن المؤقت، أو معالجة البيانات بطريقة تراعي الحد الأدنى لفقدان المعلومات.